# Шпионы как мы
«Шпионы как мы» (англ. Spies Like Us) — кинокомедия 1985 года режиссёра Джона Лэндиса.

## Сюжет
Разгар Холодной войны. Военная элита США тратит баснословные суммы для обеспечения безопасности мира в Соединённых Штатах. Чтобы оправдать необходимость данных расходов, руководство разрабатывает секретную операцию. Её цель — проникнуть на территорию СССР, захватить ядерную пусковую установку и совершить пуск межконтинентальной баллистической ракеты в сторону Америки, а затем уничтожить её на пути следования новейшими средствами перехвата, тем самым подтвердив целесообразность расходования средств на безопасность.
Чтобы обеспечить успех операции, помимо настоящих подготовленных агентов, к ней подключают ещё двоих малоценных работников Госдепартамента, — компьютерного гика Остина Миллбаржда (Дэн Эйкройд) и незадачливого дипломата Эммета Фиц-Хьюма (Чеви Чейз). Их планируют использовать как прикрытие для основной группы, чтобы в случае провала именно они были задержаны советскими властями.
Пробираясь к заданной цели через Пакистан, американские шпионы и их «подсадные утки» добираются до территории советского Памира и захватывают пусковой комплекс. Ракету удаётся запустить, но американская сверхсовременная противоракетная защита отказывает, и только благодаря находчивости и смекалке «ненастоящих» шпионов удаётся избежать крупного международного конфликта.

## Съёмки
Создателей картины вдохновила серия комедийных фильмов «Дорога на...» с участием дуэта Боба Хоупа и Бинга Кросби. Сам Хоуп появился в роли гольфиста, который пытается сыграть в гольф из палатки.
Изначально сюжет заканчивался «концом света», но тестовой аудитории не понравилась данная идея. Новая концовка была отснята на студии в Бёрбанке, Калифорния.

## Музыка к фильму
Заглавную песню Spies Like Us к фильму написал и исполнил Пол Маккартни. Также вышел видеоклип на песню, содержащий кадры из фильма.

## В ролях
- Чеви Чейз — Эмметт Фиц-Хьюм
- Дэн Эйкройд — Остин Миллбардж
- Донна Диксон — Карен Бойер
- Брюс Дэвисон — Руби
- Фрэнк Оз — экзаменатор
- Би Би Кинг — агент ЦРУ у входа в закусочную
- Терри Гиллиам — Доктор Имхаус
- Ванесса Энджел — русский солдат-охранник ракеты
- Светлана Плотникова — русский солдат-охранник ракеты
- Сергей Русаков — русский солдат-охранник ракеты
- Сева Новгородцев — таджикский пограничник
- Коста-Гаврас — таджикский пограничник
- Ларри Коэн — агент Помидорный Туз

## Наследие
Мультипликационный комедийный сериал «Гриффины» (англ. Family Guy) отдаёт дань уважения фильму с его эпизодом «Шпионы, напоминающие о нас» (англ. Spies Reminiscent of Us) 2009 года, где, как гости сериала, снялись Дэн Эйкройд и Чеви Чейз в качестве вымышленных версий самих себя, которые, согласно сериалу, стали настоящими шпионами Рональда Рейгана после того, как он посмотрел фильм «Шпионы, как мы». Эпизод воссоздает многочисленные сцены из фильма.